# Alfred von Schlieffen
Alfred Graf von Schlieffen (Berlim, 28 de fevereiro de 1833 — 4 de janeiro de 1913) foi um marechal-de-campo, estrategista militar alemão e chefe do Estado-Maior de 1891 a 1905. Seu nome está associado ao Plano Schlieffen, que tinha por objetivo derrotar a Terceira República Francesa e Império Russo.
Filho de um general prussiano, entrou para o exército em 1854, onde participou da Guerra Austro-Prussiana de 1866 e da Guerra Franco-Prussiana de 1870-1871. Substituiu Alfred von Waldersee como chefe do Estado-Maior em 1891. Em 1906, Schlieffen se aposentou do exército. Seu plano foi revisado e aperfeiçoado até a eclosão da Primeira Guerra Mundial. No entanto, o enfraquecimento do flanco direito do ataque à França por Helmut von Moltke, sucessor de Schlieffen, pode ter contribuído para o seu fracasso.
Embora morto em 1913, ano anterior ao início da Primeira Guerra Mundial, Schlieffen é considerado um dos responsáveis pelo conflito, pois foi dele a atitude de mobilizar as tropas na Europa em um momento tenso, em que a movimentação de tropas podia significar uma facilidade para o começo da guerra.

## Honrarias
- Ordem da Águia Negra
- Pour le Mérite
- Cruz de Ferro